# Felix Salmond

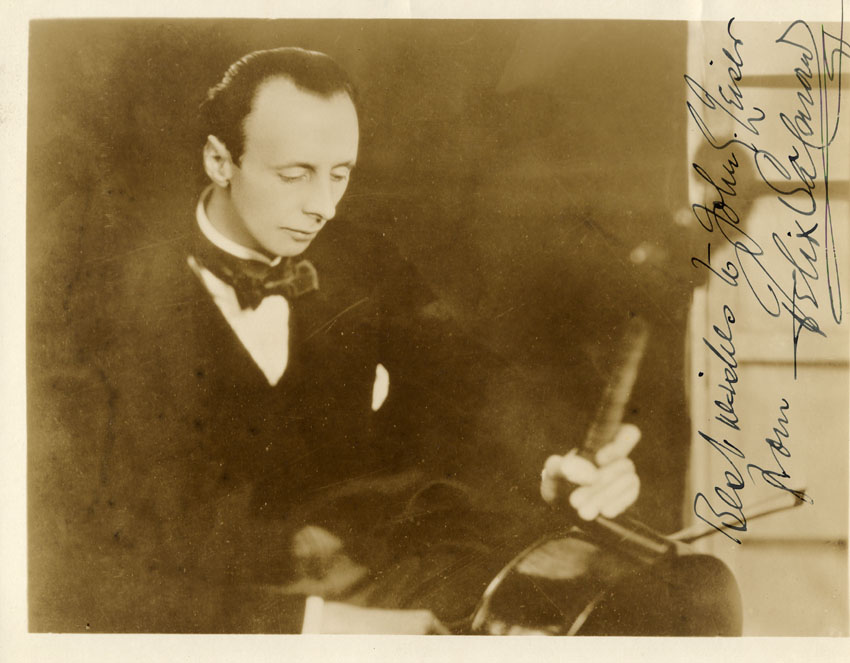
Signiertes Foto von Felix Salmond, etwa 1922

Felix Adrian Norman Salmond (* 19. November 1888 in London; † 19. Februar oder 20. Februar 1952 in New York City) war ein englischer Cellist.

## Leben
Felix Salmond war der Sohn des Baritons Norman Salmond und der Pianistin Adelaide Manzocchi, einer ehemaligen Klavierschülerin Clara Schumanns. Von 1905 bis 1909 studierte er am Royal College of Music bei William Whitehouse, hinzu kamen Privatstunden bei Édouard Jacobs in Brüssel. 1909 trat er mit seiner Mutter als Begleiterin in der Bechstein Hall erstmals öffentlich auf. Es folgten Tourneen durch Großbritannien, teils als Solist, teils mit den Orchestern der Queen’s Hall, dem London Symphony Orchestra, dem Hallé-Orchester und demjenigen der Royal Albert Hall. Mit einem Klavierquartett, in dem Harold Bauer, Bronisław Huberman und Lionel Tertis mitwirkten, konzertierte er auch in den USA. 1919 wirkte er bei den Uraufführungen von Edward Elgars Klavierquartett und Klavierquintett mit und führte im Herbst 1919 dessen Cellokonzert zum ersten Mal auf. Von 1919 bis 1921 war Salmond Cellist des Klavierquartetts The Chamber Music Players mit William Murdoch, Albert Sammons und Tertis. 1922 konzertierte er als Solist wieder in den USA, wo er sich anschließend niederließ. 
1924 wurde Salmond Lehrer an der Juilliard Graduate School, von 1925 bis 1942 leitete er die Cello-Abteilung des Curtis Institute in Philadelphia. Zu seinen Schülern zählten Orlando Cole, Bernard Greenhouse, Leonard Rose und Daniel Saidenberg.